# جان شیبان
 جان شیبان  (به انگلیسی: John Shiban) کارگردان، تهیه‌کننده و نویسنده برنامه‌های تلویزیونیست که سابقه همکاری در پروژه‌های همچون پرونده‌های اکس، برکینگ بد و خاطرات خون‌آشام را در کارنامه خود دارد. شیبان از فصل دوم سریال برکینگ بد همکاری خود را با مجموعه به عنوان تهیه کننده و نویسنده شروع کرد.

## پیوند
جان شیبان در بانک اطلاعات اینترنتی فیلم‌ها